# Arthur Henry Gooden
Pour les articles homonymes, voir Gooden.
Arthur Henry Gooden est un scénariste britannique, né le 23 octobre 1879 en Angleterre, mort le 22 juillet 1971 à Los Angeles (Californie).

## Filmographie
- 1916 : La Petite Danseuse des rues (A Dream or Two Ago) de James Kirkwood Sr.
- 1916 : L'Innocence de Lizette (The Innocence of Lizette) de James Kirkwood Sr.
- 1920 : The Broncho Kid
- 1921 : God's Gold
- 1921 : The Fox
- 1921 : Below the Deadline
- 1924 : The Boss of Bar 20
- 1924 : The Iron Man
- 1924 : The Riddle Rider
- 1925 : Hearts of the West
- 1925 : Bashful Whirlwind
- 1926 : The Winged Rider
- 1926 : The Winking Idol
- 1926 : Hearts of the West
- 1927 : Whispering Smith Rides
- 1927 : The Scarlet Brand de Neal Hart
- 1927 : Blind Man's Bluff
- 1927 : King of Hearts
- 1928 : Boss of the Rancho
- 1928 : Madden of the Mounted
- 1929 : Range of Fearde Walter Fabian
- 1929 : Beyond the Smoke
- 1929 : Pirates of Panama